# Pallacanestro Femminile Schio 2006-2007
Questa voce raccoglie le informazioni riguardanti la Famila Wüber Schio nelle competizioni ufficiali della stagione 2006-2007.

## Stagione
La stagione 2006-2007 è stata la quindicesima consecutiva che la squadra scledense ha disputato in Serie A1.

## Verdetti stagionali
Competizioni nazionali
- Serie A1: (33 partite)

stagione regolare: 7º posto su 16 squadre (18-12);
play-off: quarti di finale persi contro Napoli (1-2).
- Supercoppa italiana: (1 partita)

finale vinta contro Ribera (95-78).
Competizioni europee
- Eurolega: (10 partite)

stagione regolare: 6º posto su 6 squadre nel girone A (0-10);

## Roster
|    | Naz.                    | Ruolo | Sportivo            | Anno | Alt. |  |       |
| -- | ----------------------- | ----- | ------------------- | ---- | ---- |  | ----- |
| 4  | Italia (bandiera)       | PG    | Chiara Consolini    | 1988 | 182  |  |       |
| 5  | Italia (bandiera)       | P     | Elisabetta Moro     | 1975 | 170  |  |       |
| 6  | Germania (bandiera)     | A     | Katja Munck         | 1979 | 182  |  |       |
| 7  | Stati Uniti (bandiera)  | C     | Bethany Donaphin    | 1980 | 190  |  |       |
| 8  | Italia (bandiera)       | P     | Angela Gianolla     | 1980 | 171  |  |       |
| 10 | Australia (bandiera)    | GA    | Penny Taylor        | 1981 | 185  |  |       |
| 11 | Italia (bandiera)       | GA    | Raffaella Masciadri | 1980 | 185  |  |       |
| 12 | Italia (bandiera)       | C     | Silvia Martinello   | 1973 | 187  |  |       |
| 13 | RD del Congo (bandiera) | C     | Bernadette Ngoyisa  | 1982 | 195  |  |       |
| 14 | Italia (bandiera)       | A     | Alessandra Visconti | 1987 | 187  |  |       |
| 15 | Italia (bandiera)       | AC    | Federica Ciampoli   | 1980 | 190  |  |       |
| 18 | Italia (bandiera)       | C     | Martina Sandri      | 1988 | 184  |  |       |
| 20 | Serbia (bandiera)       | G     | Gordana Bogojević   | 1974 | 172  |  | [ 2 ] |